# 1460
1460 (MCDLX) fue un año bisiesto comenzado en martes del calendario juliano.

## Acontecimientos
- Los portugueses llegan a Guinea y a las Azores.
- Los confederados controlaban gran parte de los territorios al sur y oeste del río Rin hasta la cordillera de los Alpes.
- Un terremoto sacude Wellington, Nueva Zelanda.

## Arte y literatura
- La obra "Tirant lo Blanch" del valenciano Joanot Martorell es iniciada el 2 de enero.

## Nacimientos
- Pedro Álvares Cabral, navegante portugués.
- Gérard David, pintor neerlandés.
- Matthias Grünewald, pintor del Renacimiento alemán.
- Sebastián de Almonacid, escultor del Renacimiento español.
- Juan Ponce de León, militar español y descubridor y conquistador de La Florida.

## Fallecimientos
- Enrique el Navegante, infante de Portugal.